# 横田創
横田 創（よこた はじめ、1970年7月 - ）は、日本の小説家。埼玉県出身。

## 経歴
埼玉県立浦和西高等学校卒業。早稲田大学教育学部中退。早稲田大学学生劇団「てあとろ50'」16期生。
2000年、「（世界記録）」で第43回群像新人文学賞受賞。2002年、「裸のカフェ」で第15回三島由紀夫賞候補。

## 作品リスト

### 単行本
- 『（世界記録）』（2000年8月、講談社）
  - 初出:『群像』2000年6月号
- 『裸のカフェ』（2002年8月、講談社）
  - 裸のカフェ（『群像』2001年8月号）
  - 似ていない人（『群像』2001年3月号）
  - あれから、ずーっと、かい？（『群像』2002年2月号）
- 『埋葬』（2010年11月、早川書房〈想像力の文学〉、ISBN 9784152091765 / 2024年11月、中公文庫）
  - 埋葬
  - トンちゃんをお願い（文庫版のみ、『すばる』2011年3月）
  - わたしの娘（文庫版のみ、『しししし2 特集：ドストエフスキー』2019年1月）
- 『落としもの』（2018年1月、書肆汽水域）
  - お葬式（『ユリイカ』2008年12月号）
  - 落としもの（『新潮』2008年11月号）
  - いまは夜である（『群像』2008年1月号）
  - 残念な乳首（『群像』2008年8月号）
  - パンと友だち（『新潮』2009年4月号）
  - ちいさいビル（『すばる』2007年11月号）

### 単行本未収録作品
- アペティート（『群像』2003年4月号）
- 秘密の子供（『群像』2003年5月号）
- 死後の夢（『新潮』2004年10月号）
- 真昼のDJ（『すばる』2005年9月号）
- Parties言行録（『すばる』2007年4月号）
- 嘘で塗りかためられた人生（『早稲田文学0』2007年4月）
- 無頭鰯（『群像』2008年6月号）
- 世界同時無銭飲食の旅（『すばる』2008年8月号）
- 丘の上の動物園（『すばる』2013年12月号）
- わたしを見つけて（『ちくま』2019年6月号）
- きらきらしてる（『しししし3 特集：J.D.サリンジャー』2020年4月）
- 砂漠の女 - 『ちくま』2025年2月号